# Sinan Kaloğlu
Sinan Kaloğlu (ur. 10 czerwca 1981 w Ovacık) – turecki piłkarz występujący na pozycji napastnika oraz trener.

## Kariera klubowa
Kaloğlu zawodową karierę rozpoczynał w 1999 roku w drugoligowym Bolusporze. Latem 2000 roku przeniósł się do zespołu Altay SK, również z drugiej ligi. Sezon 2000/2001 spędził na wypożyczeniu w Marmaris Belediyespor. Po zakończeniu sezonu powrócił do Altay SK. W 2002 roku awansował z klubem do Süper Lig. W tych rozgrywkach zadebiutował 10 sierpnia 2002 roku w zremisowanym 1:1 pojedynku z Diyarbakırsporem. W 2003 roku po spadku Altayu do drugiej ligi, Kaloğlu opuścił drużynę.
Latem 2003 roku podpisał kontrakt z Beşiktaşem JK (Süper Lig). Pierwszy ligowy mecz zaliczył tam 8 sierpnia 2003 roku przeciwko Samsunsporowi (3:1). W 2004 roku zajął z klubem 3. miejsce w lidze. Sezon 2004/2005 spędził na wypożyczeniu w Diyarbakırsporze, a sezon 2005/2006 w Vestelu Manisaspor.
W 2006 roku odszedł do Burassporu, również z Süper Lig. Jego barwy reprezentował przez 2 lata. W 2008 roku podpisał kontrakt z niemieckim VfL Bochum. W Bundeslidze zadebiutował 24 sierpnia 2008 roku w zremisowanym 2:2 spotkaniu z VfL Wolfsburg. 4 października 2008 roku w zremisowanym 3:3 pojedynku z Bayernem Monachium strzelił pierwszego gola w Bundeslidze. W Bochum występował przez rok.
Latem 2009 roku przeszedł do holenderskiego SBV Vitesse. W Eredivisie pierwszy mecz zaliczył 1 sierpnia 2009 roku przeciwko Willem II Tilburg (1:3). W tamtym spotkaniu zdobył także bramkę. W 2011 roku był piłkarzem tureckiego Karabüksporu. Następnie grał w Antalyasporze, a latem 2012 przeszedł do Elazığsporu. W 2013 roku został zawodnikiem Kayseri Erciyessporu.

## Kariera reprezentacyjna
Kaloğlu grał w kadrze Turcji U-21. W pierwszej reprezentacji Turcji zadebiutował 12 kwietnia 2006 roku w zremisowanym 1:1 towarzyskim meczu z Azerbejdżanem.